# 浅野真弓
浅野 真弓（あさの まゆみ、1957年〈昭和32年〉1月21日 - ）は、日本の元女優。東京都出身。身長162cm。本名は柳 淳子（やなぎ じゅんこ、旧姓は島田）。旧芸名は島田 淳子（当時の本名）、浅野 まゆみ。

## 来歴・人物
中学校在学中の1972年、NHK少年ドラマシリーズ第1作『タイム・トラベラー』(主役)にてデビュー、本名の島田淳子名義でヒロインの芳山和子を演じる。『タイム・トラベラー』出演時のギャラは自らの母親にプレゼントしたという。
1973年の『雑居時代』出演時から浅野真弓の芸名で本格的に女優活動を始める。唯一の外国映画出演である『武士道ブレード』ではセミヌードを披露している。
1984年11月にミュージシャンの柳ジョージと結婚した。1985年に季刊誌『東京おとなクラブ』（東京おとなクラブ刊）第5号のインタビューに登場したのを最後に芸能界から引退した。
2011年に夫・柳ジョージの個人事務所代表に就任。10月10日に夫が死去した際には、自身の名義でファクシミリにてマスコミ各社に報告を行った。

## 出演

### テレビドラマ
- ウルトラシリーズ（TBS / 円谷プロ）
  - 帰ってきたウルトラマン 第1話「怪獣総進撃」（1971年） - 娘（村人）
  - ウルトラマン80 第1話「ウルトラマン先生」 - 第10話「宇宙からの訪問者」（1980年）- 相原京子
- おれは男だ! 第29話「海よ子守唄をかえせ！」（1971年、日本テレビ）
- 少年ドラマシリーズ（NHK総合）
  - タイム・トラベラー（1972年） - 芳山和子
  - 続 タイムトラベラー（1972年） - 芳山和子
  - マリコ（1974年 高谷玲子原作）
- 四騎の会ドラマシリーズ1「でっかい母ちゃん」（1972年、フジテレビ）
- 変身忍者 嵐 第6話「怪奇! 死人ふくろう!!」（1972年、毎日放送） - こずえ
- 大江戸捜査網（東京12チャンネル・テレビ東京）
  - 第79話「てまり騒動危機一発!」（1972年）
  - 第341話「姿なき闇の仕掛人」（1978年） - あや
  - 第364話「闇を裂く女賊の哀愁」（1978年） - おはつ
  - 第456話「娘魚屋五万石の涙」（1980年） - おゆき
  - 第467話「二人の夫をもつ花嫁」（1980年） - おけい
  - 第505話「刺青湯女殺人事件」（1981年） - おしん
  - 第517話「白い肌に咲く牡丹の刺青」（1981年） - おみね
  - 第542話「待ったなし! 二万両の王手」（1982年） - 小夜
  - 第562話「おんな武士道 赤い暗殺網」（1982年） - お妙
- どっこい大作 第39話「若者よ! 大志をいだけ!!」（1973年、テレビ朝日） - 並木啓子
- GO!GOスカイヤー 第15話「あこがれの住む街」（1973年、フジテレビ）
- 雑居時代 （1973年、日本テレビ） - 山内秀子
- ねぎぼうずの唄（1974年、テレビ朝日）
- おじさま!愛です（1974 - 1975年、テレビ朝日） - 主演・愛
- 敬礼!さわやかさん（1975年、テレビ朝日） - 主演・大和 愛
- おふくろさん（1975年、テレビ朝日）
- 徳川三国志（1975年、テレビ朝日）
  - 第25話「由比正雪ついに起つ!」
  - 第26話「伊豆守と正雪宿命の対決」
- 東芝日曜劇場 第1033回「渚に死のうと書いたとき」（1976年、毎日放送制作・TBS系） - 両足マヒの少女・ミキ
- 俺たちの旅 第28話「木もれ日の中に想い出が消えたのです」（1976年、日本テレビ / 東宝）） - 平野幸代
- 太陽にほえろ! 第191話「冬の女」（1976年、日本テレビ / 東宝） - 西島智子
- 俺たちの朝 第7話「出逢いと愛と別れ」（1976年、日本テレビ / 東宝） - かずみ
- あがり一丁! （1976年、日本テレビ）
- 火曜日のあいつ（1976年、TBS）
- 人魚亭異聞 無法街の素浪人 第9話「廃墟のめぐり逢い」（1976年、テレビ朝日） - スリのマリ
- 水戸黄門（TBS / C.A.L） 
  - 第7部 第7話「帰って来た南部駒 -八戸-」（1976年7月5日） - お妙
  - 第8部 第21話「黄門さまも人の親 -高松-」（1977年12月5日） - お光
  - 第12部 第26話「謀反からくり釣り天井 -宇都宮-」（1982年2月22日） - おきく
- バケタン家族（1976年、テレビ朝日）
- 気まぐれ天使（1976 - 1977年、日本テレビ）　- 由利
- 刑事犬カール 第1シリーズ 第27話「走れ! 雪の中を」（1977年、TBS）
- 明日の刑事 （TBS）
  - 第44話「転落のスター街道」（1978年） - 中川加代子
  - 第70話「娘はなぜ刑事を襲ったか?」（1979年）
- 華麗なる刑事 第21話「真夏の夜の迷探偵」（1977年、フジテレビ / 東宝） - アキエ
- 気まぐれ本格派 第25話「0点! 0点! 大トチリ!!」（1978年、日本テレビ / ユニオン映画） - 小学校教諭・すみれ
- 愛がわたしを（1978年、TBS）
- 土曜ワイド劇場（テレビ朝日）
  - 「危険な童話　私は殺さない…」（1977年）
  - 沖雅也追悼作品「母に捧げる犯罪　美しい女相続人」（1983年）
  - 三毛猫ホームズの駈落ち（1984年） - 片岡令子
- 若さま侍捕物帳 第9話「参上!! 夜桜お吉」（1978年、テレビ朝日 / 国際放映 / 前進座） - お吉
- 江戸の鷹 御用部屋犯科帖 第24話「絶唱!大空に舞う黒髪」（1978年、テレビ朝日）
- 七人の刑事（TBS）
  - 第22話「野獣の日」（1978年）
  - 第50話「殺人のステージ」（1979年）
- ひまわりの家（1978年、日本テレビ）
- 疾風同心（1978年、テレビ東京 / C.A.L）
- 特捜最前線（テレビ朝日 / 東映）
  - 第88話「私だけの三億円犯人!」（1978年）
  - 第95話「爆弾魔・傷だらけのアイドル!」（1979年） - 水夏伸子
  - 第124話「顔切り魔・墓場から来た女!」（1979年） - 水沢ナオミ
  - 第282話「ラッシュアワーの女」（1982年） - 水川涼子
- 愛と死の絶唱（1979年、日本テレビ）
- ザ・スーパーガール（テレビ東京 / 東映）
  - 第17話「女囚脱獄 復讐に燃えた女体」（1979年） - 森口ユキ
  - 第46話「夜の修道院 黒衣に秘めた白い肌」（1980年） - 知子
- 銭形平次（フジテレビ / 東映）
  - 第671話「故郷の祭ばやし」（1979年） - おこよ
  - 第699話「遠い日の父」（1979年） - おせん
  - 第730話「精霊流し」（1980年） - おさよ
- 江戸の激斗 第25話「風に舞う必殺四方剣」（1979年、フジテレビ / 東宝） - おてる
- 新五捕物帳 第91話「父の情けの花嫁衣裳」（1979年、日本テレビ）- お菊
- 体験時代（テレビ東京 / 松竹）- 高子
- 大空港 第67話「流血の荒野を走れ! 特捜vs地下組織vs暴走族」（1980年、フジテレビ / 松竹） - 立野五月
- 服部半蔵・影の軍団 第7話「標的は謎の女」（1980年、関西テレビ / 東映） - おえん(保科娟)
- 夜明けのタンゴ（1980年、TBS）
- ふたりの母（1980年、CBC）
- 騎馬奉行 第20話「墓前の花の秘密」（1980年、関西テレビ）
- マリコ（1981年、NHK総合） 柳田邦男原作　
  - 前編「開戦前夜」　
  - 後編「二つの祖国、父の国、母の国」
- ここまでは他人（1981年、TBS）
- 雪の華 - 建礼門院徳子の生涯（1982年、TBS）
- 幸福の黄色いハンカチ（1982年、TBS）
- ポーラテレビ小説 「白き牡丹に」（1982年、TBS） - 和代
- あんちゃん（1982年、日本テレビ）
- 噂の刑事トミーとマツ 第2シリーズ 第21話「敵は脱獄犯! トミマツ死の珍道中」（1982年、TBS / 大映テレビ）
- 必殺仕事人IV 第5話「お加代 十里早駆けに挑戦する」（1983年、朝日放送 / 松竹） - お龍
- 漂流家族（1983年、THK）
- テレビ朝日開局25周年記念「海よ眠れ」（1983年、テレビ朝日）

### 映画
- パリの哀愁 （1976年、渡辺プロダクション / 東宝）
- 柳生一族の陰謀 （1978年、東映） - マン
- 帰らざる日々 （1978年、日活） - 竹村真紀子
- 武士道ブレード （1979年、アメリカ・イギリス合作） - ゆき

### その他
- 笑アップ歌謡大作戦 （1978年、テレビ朝日） - 司会
- ミッドナイトビデオジョッキー（テレビ東京）

## ディスコグラフィ

### シングル
| 発売日               | 規格                 | 規格品番             | 面                   | タイトル             | 作詞                 | 作曲                 | 編曲                 |
| ワーナー・パイオニア | ワーナー・パイオニア | ワーナー・パイオニア | ワーナー・パイオニア | ワーナー・パイオニア | ワーナー・パイオニア | ワーナー・パイオニア | ワーナー・パイオニア |
| -------------------- | -------------------- | -------------------- | -------------------- | -------------------- | -------------------- | -------------------- | -------------------- |
| 1975年7月10日        | EP                   | L-1255R              | A                    | 愛の鼓動             | 麻生香太郎           | 大野克夫             | 萩田光雄             |
| 1975年7月10日        | EP                   | L-1255R              | B                    | 雨模様               | 松本隆               | 加瀬邦彦             | 萩田光雄             |
| 1975年10月25日       | EP                   | L-1284R              | A                    | ときめき             | 竜真知子             | 森田公一             | 森岡賢一郎           |
| 1975年10月25日       | EP                   | L-1284R              | B                    | めぐりあい           | 竜真知子             | 森田公一             | 森岡賢一郎           |

## 書籍
- ウルトラマン80 相原京子 / ノンちゃん写真集 BEAUTIES&BEASTS＜初版完全限定＞（2021年、復刊ドットコム）